# Отношения между Латвия и Русия
Русия и Латвия са съседни държави, членки на ООН,OSCE, Съвет на балтийските държави и Съвета на Европа.

## Съвременни отношения
По данни за 2012 г. в Латвия живеят 41 262 граждани на Русия, като с това съставят 1,9% от населението на страната. Руско гражданство са приели повече от 5000 бивши граждани на Латвия. По данни на преброяване на населението през 2010 г. в Русия живеят 18 973 латвийци.
Латвийският експорт в Русия в началото на 2010 г. е 373 млн. долара, а руският в Латвия – 506 млн. латвийски лата. Туристическите посещения на Латвия от руски туристи се характеризират със сезонно увеличение около Новогодишните празници.
Руското посолство в Латвия се намира в Рига, а в Даугавпилс и Лиепая има руски консулства. Съответно в Москва се намира Латвийското посолство, а в Санкт-Петербург и Псков има консулства. Посланик на Русия в Латвия от 2008 г. насам е Александр Вешняков. Едгар Скуя е посланика на Латвия в Русия.
По време на конфликта между Русия и Естония през 2007 г. Латвия подкрепя Естония, а по време на конфликта между Русия и Грузия през 2008 г. – Грузия.
На 19 септември 2007 г. Съветът на Руската федерация гласува 177 на един за ратифициране на договора за граница с Латвия. Следващата стъпка в процеса на ратификация е подписът на президента Путин. След подписването на договора той е публикуван във в-к „Росиска газета“ и влиза в сила десет дни след публикуването му. Подписването на този договор е важна стъпка в нормализирането на често нестабилните отношения между Латвия и Русия.
Между двете страни има разногласия по въпроси за историята от XX век. В частност това са въпросите за квалифициране на събитията от 1940 г., вследствие на които Латвия се включва в СССР. За Латвия събитията могат да се характеризират като противоправна окупация, а за Русия – съответстваща с действащото по това време международно право. Различава се и подхода към значението на Националния празник на Русия – 9 май.
Неразбирателства между двете страни има и по въпросите за правата на човека, в частност – положението на руско-езичното население в Латвия. Русия участва в ред дела по оплаквания срещу Латвия в Европейския съд по правата на човека в качество на трета страна (Сливенко против Латвия, Кононов против Латвия, Викуловъ против Латвия и др.) Русия упреква Латвия в дискриминация на руско-езичното население и на малцинствата въобще. През 1886 – 2004 г. Руската Дума посвещава ред заявления на нарушенията на правата на човека в Латвия. През 1992 г. Латвия сформира комисия от експерти за оценка на съответствието на руските закони с нормите на правата на човека, а по късно изразява недоволство от това, че Русия въвежда безвизов режим за латвийските „неграждани“. Също така Латвия критикува Русия за игнорирането на резолюции от Комисията по права на човека към ООН по въпроса за Чечня.
По време на посещението на президента на Латвия В.Залтерс през 2010 г. в Москва са подписани ред съглашения и е прието решение за назначаване на съвместна комисия историци.

## История на отношенията
През януари 1920 г. с подкрепата на полски и литовски войски латвийската армия прогонва Червената Армия от Латвия и през същата година РСФСР и Латвийската република сключват Рижки мирен договор, с който Русия признава независимостта на Латвия. На 11 август 1920 г.
Република Латвия и Руската съветска федерална социалистическа република подписват мирния договор. Член 14 от Договора предвижда установяването на дипломатически и консулски контакти между страните при ратифицирането на договора.
Първият дипломатически представител на Латвия в съветската Русия е посланик Янис Весманис. Г-н Весманис представя акредитационното си писмо на 2 ноември 1920 г. Посолството на Латвия се намира в Москва от 1920 г. до 1940 г. Първият официален представител на Съветска Русия в Латвия, Яков Ганецки, е акредитиран на 1 октомври 1920 година.
Съветската окупация на Латвия през 1940 г., включваща депортиране в сибирски гулаги, създава голяма деградация на латвийско-руските отношения. По-късно, по време на войната,нацистка Германия окупира Латвия през 1941 г., докато СССР не се върне през 1944 г. за възобновяване на окупацията, което води до по-нататъшни депортации. През този период много латвийци бягат с отстъпващите германци в Швеция. Съветската окупация, също така, драстично увеличава броя на руснаците, живеещи в Латвия за кратък период от време. Високият приток на руснаци и премахването на латвийския като официален език предизвикват допълнително влошаване на отношенията между Латвия и Русия между гражданите.
През 1991 г. Латвия възвръща независимостта си от СССР чрез анкетата за независимостта и демокрацията на Латвия
През април 2004 г. Латвия гони втори секретар на руското посолство в Рига Петър Ужумов, който твърди, че се опитва да събере информация за силите на отбраната на Латвия, за дейности, „несъвместими с дипломатическия му статут“, на които Русия е отхвърлила първия секретар на посолството на Латвия в Москва.
През май 2018 г. бивш служител на латвийските железници е осъден на 18 месеца затвор и 60 часа общественополезен труд за шпионаж. Според прокурора мъжът е заснел влакове с оборудване на НАТО и е изпратил видеоклиповете в контакт с руската калининградска област.

## Икономически отношения
През първата половина на 2015 г. общият стокообмен с Русия възлиза на 871.63 млн. евро. Русия, с 8,92% от общия обем на търговията, е третият по големина търговски партньор на Латвия. През първата половина на 2015 г. оборотът на търговията със стоки между Латвия и Русия намалява с 12,5%, или със 124.26 млн. евро, в сравнение с първото полугодие на 2014 година.
Русия е третият най-голям партньор за износ на латвийски продукти. През първата половина на 2015 г. износът на Латвия за Русия възлиза на 378 млн. евро. През този период обемът на износа на стоки за Русия е намалял с 20%, или с 95 млн. евро, в сравнение с първото полугодие на 2014 година.
Русия е и четвъртият по големина партньор за внос на Латвия. През първата половина на 2015 г. вносът от Русия възлиза на 494 млн. евро. През този период обемът на вноса на стоки от Русия намалява с 5,5%, или с 29 млн. евро, в сравнение с първото полугодие на 2014 година.
Основните стоки, изнасяни за Русия през този период са продуктите на хранително-вкусовата промишленост (27%, основно алкохол, вино и рибни консерви); машини, механизми и електрически уреди (26%); и продукти от химическата промишленост или свързани с нея индустрии (10%).
Основните стоки, внасяни от Русия през този период са минерални продукти (42%, главно петролни газове и масла); неблагородни метали и изделия от неблагородни метали (25%); и продукти от химическата промишленост или свързани с нея индустрии (11%, главно торове).

## Противоречия между двете страни
Между Русия и Латвия има разногласия по въпросите за правата на човека
преимуществено касаещи положението на рускоговорещото население в Латвия. Русия участва в редица дела срещу Латвия в Европейския съд по правата на човека като трета страна. Русия обвинява Латвия за дискриминация, основана на национални и езикови принципи.
През 2004 г., по инициатива на Русия, Парламентарната асамблея на ОССЕ приема резолюция относно националните малцинства, съдържаща препоръки към Латвия и Естония. Също така през 2004 г. група руски делегати инициира проект относно образователната реформа в Латвия.
През април 2004 г. Латвия гони втори секретар на посолството на Русия в Рига, който се твърди, че се опитвал да се добере до информация за отбранителните сили на Латвия, за дейности „несъвместими с дипломатическия му статут“, към която Русия отговаря с прогонването първия секретар на посолството на Латвия в Москва.
В края на май 2018 г. бивш служител на латвийски железници бе осъден на 18 месеца затвор и 60 часа обществено полезен труд за шпионаж. Човекът е заснел влакове, носещи оборудване на НАТО, и е изпратил видеоклиповете в контакт с руската калининградска област.
През август 2018 г. на земеделски производител в община Алуксне бе дадена тригодишна условна присъда за събиране на информация с отворен код в близост до латвийско-руската граница при предполагаемо искане на руските власти, които се класифицират като шпионаж
През 2018 г. Министерството на външните работи на Руската федерация откровено критикува забраната за преподаване на руски език в частните университети в Латвия.
Също през 2018 г. латвийският депутат Александър Кирщейнс подклажда напрежението като заявява, че ще настъпи пълна идилия, ако Руската федерация се разпадне на няколко по-малки страни. Според него тогава, военните конфликти ще прикючат и в Европа ще настане мир. Освен това от латвийската разузнавателна служба обвиняват Русия, че са извършвали кибератаки срещу външното и военно министерство на страната с цел шпионаж.